# نیاندوما
شهر نیاندوما (به روسی: Няндома) در کشور روسیه و در اوبلاست آرخانگلسک واقع شده‌است.